# Liste der Baudenkmale in Zossen
In der Liste der Baudenkmale in Zossen sind alle Baudenkmale der brandenburgischen Stadt Zossen und ihrer Ortsteile enthalten. Grundlage ist die Landesdenkmalliste mit dem Stand vom 31. Dezember 2022.

## Legende
In den Spalten befinden sich folgende Informationen:
- ID-Nr.: Die Nummer wird vom Brandenburgischen Landesamt für Denkmalpflege vergeben. Ein Link hinter der Nummer führt zum Eintrag über das Denkmal in der Denkmaldatenbank. In dieser Spalte kann sich zusätzlich das Wort Wikidata befinden, der entsprechende Link führt zu Angaben zu diesem Denkmal bei Wikidata.
- Lage: die Adresse des Denkmales und die geographischen Koordinaten. Link zu einem Kartenansichtstool, um Koordinaten zu setzen. In der Kartenansicht sind Denkmale ohne Koordinaten mit einem roten beziehungsweise orangen Marker dargestellt und können in der Karte gesetzt werden. Denkmale ohne Bild sind mit einem blauen bzw. roten Marker gekennzeichnet, Denkmale mit Bild mit einem grünen beziehungsweise orangen Marker.
- Bezeichnung: Bezeichnung in den offiziellen Listen des Brandenburgischen Landesamtes für Denkmalpflege. Ein Link hinter der Bezeichnung führt zum Wikipedia-Artikel über das Denkmal.
- Beschreibung: die Beschreibung des Denkmales
- Bild: ein Bild des Denkmales und gegebenenfalls einen Link zu weiteren Fotos des Baudenkmals im Medienarchiv Wikimedia Commons

## Über die Gemeindegrenzen hinaus
| ID-Nr.                           | Lage                     | Bezeichnung | Beschreibung | Bild |
| -------------------------------- | ------------------------ | --- | --- | --- |
| 09105929                         | (Lage)                   | Königlich-Preußische Militärbahn (KME) mit den Bahnhofsgebäuden und Anlagen an der Strecke Mahlow – Kummersdorf-Gut – Jüterbog, mit den Bahnhöfen sowie dem gesamten Gleiskörper von Zossen bis Jüterbog sowie den dazugehörigen, noch vorhandenen technischen Einrichtungen wie Signalanlagen, Andreaskreuze, Weichen, Spannwerke, Wasserkrane, Bahnsteiglampen etc | Die Königlich Preußische Militär-Eisenbahn steht unter Denkmalschutz. In Zossen gehört dazu neben der Gleisanlagen das Gebäude des Militärbahnhofs. | Königlich-Preußische Militärbahn (KME) mit den Bahnhofsgebäuden und Anlagen an der Strecke Mahlow – Kummersdorf-Gut – Jüterbog, mit den Bahnhöfen sowie dem gesamten Gleiskörper von Zossen bis Jüterbog sowie den dazugehörigen, noch vorhandenen technischen Einrichtungen wie Signalanlagen, Andreaskreuze, Weichen, Spannwerke, Wasserkrane, Bahnsteiglampen etc |
| 09107111 Teilobjekt zu: 09105929 | In den Wutzen 23. (Lage) | Militärbahnhof Zossen | Der Militärbahnhof Zossen liegt auf der Westseite der Gleisanlagen des Bahnhofs Zossen. Sein Bahnhofsgebäude stammt aus der Zeit der Erweiterung der Anlagen der Militärbahn um 1900. Nach dem Ende der Militärbahn 1920 blieb die Bahnstrecke Zossen–Jüterbog für den zivilen Verkehr erhalten. | weitere Bilder |

## Baudenkmale in den Ortsteilen

### Dabendorf
| ID-Nr.   | Lage                                    | Bezeichnung | Beschreibung | Bild        |
| -------- | --------------------------------------- | ----------- | ------------ | ----------- |
| 09107212 | Triftstraße 1, Glienicker Straße (Lage) | Volksschule |              | Volksschule |

### Glienick
| ID-Nr.                           | Lage               | Bezeichnung                      | Beschreibung | Bild                             |
| -------------------------------- | ------------------ | -------------------------------- | --- | -------------------------------- |
| 09105300                         | Dorfaue 27a (Lage) | Dorfkirche                       | Die evangelische Kirche stammt im Ursprung aus dem Spätmittelalter. Der Turm kam 1803 hinzu. Der Kanzelaltar stammt aus dem 18. Jahrhundert.          | weitere Bilder                   |
| 09106313 Teilobjekt zu: 09105300 | Dorfaue 27a (Lage) | Glocke                           | Die Glocke stammt aus dem Jahr 1518. | BW                               |
| 09105649                         | Dorfaue 27 (Lage)  | Pfarrhaus mit Wirtschaftsgebäude | Das Haus wurde von 1897 bis 1898 erbaut. Eingeschossiger Ziegelbau mit Satteldach. Im Inneren eine Kasel aus der zweiten Hälfte des 15. Jahrhunderts. | Pfarrhaus mit Wirtschaftsgebäude |
| 09106814 Teilobjekt zu: 09105649 | Dorfaue 27 (Lage)  |                                  | Das Wirtschaftsgebäude (eineinhalbgeschossiger Ziegelbau) liegt hinter dem Pfarrhaus. Datiert auf 1897/1898.                                          |                                  |

### Kallinchen
| ID-Nr.   | Lage                 | Bezeichnung | Beschreibung | Bild     |
| -------- | -------------------- | ----------- | ------------ | -------- |
| 09105869 | Hauptstraße 1 (Lage) | Wohnhaus    |              | Wohnhaus |

### Nächst Neuendorf
| ID-Nr.   | Lage                                    | Bezeichnung  | Beschreibung                                                                  | Bild         |
| -------- | --------------------------------------- | ------------ | ----------------------------------------------------------------------------- | ------------ |
| 09105236 | Nächst Neuendorfer Dorfstraße 14 (Lage) | Schützenhaus | Die nördliche Seite des Gebäudes trägt die Fassaden-Inschrift 'Schützenhaus'. | Schützenhaus |

### Neuhof
| ID-Nr.   | Lage                          | Bezeichnung | Beschreibung | Bild           |
| -------- | ----------------------------- | ----------- | --- | -------------- |
| 09105965 | B 96 3 (Lage)                 | Gutshaus    | Das Bauwerk entstand im Jahr 1757 und wurde in den 1890/1900er-Jahren umgebaut. Das Gebäude verfügt über einen rechteckigen Grundriss, das auf einem niedrigen Sockelgeschoss errichtet wurde. Darauf entstand das Gebäude mit Seitenrisaliten sowie zum Garten hin ein weiterer, mittig angebrachter Risalit. | weitere Bilder |
| 09105554 | Neuhofer Dorfstraße 30 (Lage) | Backofen    | | Backofen       |

### Nunsdorf
| ID-Nr.                           | Lage                 | Bezeichnung               | Beschreibung | Bild           |
| -------------------------------- | -------------------- | ------------------------- | --- | -------------- |
| 09105464 Wikidata                | Dorfstraße (Lage)    | Dorfkirche                | Die evangelische Dorfkirche entstand 1765 als Saalkirche. Der barocke Bau ist mit einem schlichten Putz und hohen Stichbogenfenstern versehen. Im Innern befinden sich ein Kanzelaltar aus dem 17. Jahrhundert sowie eine Schuke-Orgel aus dem Jahr 1929. | weitere Bilder |
| 09106323 Teilobjekt zu: 09105464 | Dorfstraße (Lage)    | Glocke                    | | BW             |
| 09105805                         | Dorfstraße 12 (Lage) | Wohnhaus (Mittelflurhaus) | | weitere Bilder |

### Schöneiche
| ID-Nr.                           | Lage                      | Bezeichnung | Beschreibung | Bild               |
| -------------------------------- | ------------------------- | --- | ------------ | ------------------ |
| 09105666                         | Schöneicher Plan 2 (Lage) | Gehöft, bestehend aus Wohnhaus, Tor, Kuhstall mit Taubenhaus, Stallgebäude, Scheune, Remise, Hundehütte, Parkmauer, Pflasterung des Hofs und den beiden Zufahrten |              | BW                 |
| 09106853 Teilobjekt zu: 09105666 | Schöneicher Plan 2 ()     | Kuhstall und Taubenhaus |              | ein Bild hochladen |
| 09106854 Teilobjekt zu: 09105666 | Schöneicher Plan 2 ()     | Tor |              | ein Bild hochladen |
| 09106855 Teilobjekt zu: 09105666 | Schöneicher Plan 2 ()     | Wohnhaus |              | ein Bild hochladen |
| 09106856 Teilobjekt zu: 09105666 | Schöneicher Plan 2 ()     | Stall und Scheune |              | ein Bild hochladen |
| 09106857 Teilobjekt zu: 09105666 | Schöneicher Plan 2 ()     | Scheune und Remise |              | ein Bild hochladen |
| 09106856 Teilobjekt zu: 09105666 | Schöneicher Plan 2 ()     | Hundehütte |              | ein Bild hochladen |
| 09106859 Teilobjekt zu: 09105666 | Schöneicher Plan 2 ()     | Einfriedung |              | ein Bild hochladen |
| 09106860 Teilobjekt zu: 09105666 | Schöneicher Plan 2 ()     | Hofpflasterung |              | ein Bild hochladen |
| 09106861 Teilobjekt zu: 09105666 | Schöneicher Plan 2 ()     | Zufahrtpflasterung |              | ein Bild hochladen |

### Schünow
| ID-Nr.   | Lage   | Bezeichnung | Beschreibung | Bild           |
| -------- | ------ | ----------- | --- | -------------- |
| 09105028 | (Lage) | Dorfkirche  | Die barocke Saalkirche wurde von 1765 bis 1767 erbaut. Im Innern steht ein Kanzelaltar aus der Bauzeit der Kirche. Zur Kirche gehören zwei Glocken aus dem Spätmittelalter. | weitere Bilder |

### Wünsdorf
| ID-Nr.                           | Lage | Bezeichnung | Beschreibung | Bild |
| -------------------------------- | --- | --- | --- | --- |
| 09107253                         | An den Birken / Martin-Luther-Straße () | Kaserne | Die Kaserne liegt südlich des Stammlagers Zossen und nördlich der Bunkeranlage Maybach II. Entstanden ist die Kaserne in den Jahren 1930 bis 1939, 1940 bis 1949 und 1953. | ein Bild hochladen |
| 09107254 Teilobjekt zu: 09107253 | An den Birken / Martin-Luther-Straße (Lage) | Mannschaftsgebäude | Das Gebäude ist das nördlichste der Gebäude, die östlich des Exerzierplatzes liegen. | BW |
| 09107255 Teilobjekt zu: 09107253 | An den Birken / Martin-Luther-Straße () | Mannschaftsgebäude | | ein Bild hochladen |
| 09107256 Teilobjekt zu: 09107253 | An den Birken / Martin-Luther-Straße () | Mannschaftsgebäude | | ein Bild hochladen |
| 09107257 Teilobjekt zu: 09107253 | An den Birken / Martin-Luther-Straße () | Mannschaftsgebäude | Das Gebäude ist das nördlichste der Gebäude, die westlich des Exerzierplatzes liegen. | ein Bild hochladen |
| 09107258 Teilobjekt zu: 09107253 | An den Birken / Martin-Luther-Straße () | Mannschaftsgebäude | | ein Bild hochladen |
| 09107259 Teilobjekt zu: 09107253 | An den Birken / Martin-Luther-Straße () | Wohnhaus | Das Wohnhaus liegt parallel zu den Mannschaftsgebäuden an der westlich vorbeiführenden Straße. Es ist das nördlichste der drei Wohnhäuser. | ein Bild hochladen |
| 09107260 Teilobjekt zu: 09107253 | An den Birken / Martin-Luther-Straße () | Wohnhaus | Das Wohnhaus liegt parallel zu den Mannschaftsgebäuden an der westlich vorbeiführenden Straße. Es ist das mittlere der drei Wohnhäuser. | ein Bild hochladen |
| 09107261 Teilobjekt zu: 09107253 | An den Birken / Martin-Luther-Straße () | Wohnhaus | Das Wohnhaus liegt parallel zu den Mannschaftsgebäuden an der westlich vorbeiführenden Straße. Es ist das südlichste der drei Wohnhäuser. | ein Bild hochladen |
| 09107262 Teilobjekt zu: 09107253 | An den Birken / Martin-Luther-Straße () | Kelleranlage | Die Kelleranlage befindet sich unter dem Zentralgebäude. | ein Bild hochladen |
| 09107263 Teilobjekt zu: 09107253 | An den Birken / Martin-Luther-Straße (Lage) | Stabsgebäude | Das Stabsgebäude befindet sich nördlich der Martin-Luther-Straße und bildet somit den nördlichen Abschluss des Exerzierplatzes. | BW |
| 09107264 Teilobjekt zu: 09107253 | () | Klubgebäude | | ein Bild hochladen |
| 09107265 Teilobjekt zu: 09107253 | An den Birken / Martin-Luther-Straße () | Nebengebäude | | ein Bild hochladen |
| 09107266 Teilobjekt zu: 09107253 | An den Birken / Martin-Luther-Straße () | Nebengebäude | | ein Bild hochladen |
| 09105251                         | (Lage) | Friedhofsanlage Zehrensdorf | | weitere Bilder |
| 09105258                         | Zehrensdorfer Straße 1–15 (ungerade), Fritz-Jäger-Allee 1, 3/5, 8–18 (gerade), Fontanestraße 1–5, 7, Schwerinallee 4, 6, 8–12, 14, Gutenbergstraße 7, 9, Am Kastanienplatz (Lage) | Truppenlager Zossen | | weitere Bilder |
| 09106478 Teilobjekt zu: 09105258 | Zehrendorfer Straße () | Offizierskasino | | ein Bild hochladen |
| 09106699 Teilobjekt zu: 09105258 | Zehrendorfer Straße 4 (Lage) | Stabsgebäude | | Stabsgebäude |
| 0910 Teilobjekt zu: 09105258     | Fritz-Jäger-Allee 3, 5, 8, 10, 12, 14, 16, 18, Zehrensdorfer Straße 1, 3, 5, 7, 9, 11, 13, 15, Fontanestraße 1, 2, 3, 4, Schwerinallee 4, 6, 8, 10 ()                             | Wohnhaus | Es sind zwölf Wohnhäuser für Offiziere des Truppenlagers. | ein Bild hochladen |
| 09106700 Teilobjekt zu: 09105258 | Fontanestraße 5, 7, Schwerinallee 8, 11, 12, 14 () | Mannschaftsgebäude | Es sind drei Mannschaftsgebäude. | ein Bild hochladen |
| 09106701 Teilobjekt zu: 09105258 | Am Kastanienplatz, Gutenbergstraße, Zehrensdorfer Straße, Fontanestraße () | Bunker | Die zwölf Hochbunker befinden sich Am Kastanienplatz, Gutenbergstraße, Zehrensdorfer Straße, Fontanestraße sowie auf dem Gelände zwischen Fontanestraße und Schwerinallee. | ein Bild hochladen |
| 09106702 Teilobjekt zu: 09105258 | Fritz-Jäger-Allee 1 () | Wachhaus | | ein Bild hochladen |
| 09106479 Teilobjekt zu: 09105258 | Gutenbergstraße 7, 9 () | Pferdestall | | ein Bild hochladen |
| 09106480 Teilobjekt zu: 09105258 | Zehrendorfer Straße () | Wasserturm | | ein Bild hochladen |
| 09105034                         | Rosa-Luxemburg-Straße, Winkelweg (Lage) | Infanterie-Schießschule, bestehend aus nördlicher und südlicher Torwache, Stabshaus, nördlichem und südlichem Mannschaftsgebäude, Wirtschaftsgebäude (Speisesaal), Südgebäude (Offizierskaserne), nördlichem Saalbau, Nebengebäude, Waffenmeisterei, Wagenhaus, Reitbahn mit Stallungen, nördlichem Wachpostenhäuschen sowie zwei Mannschaftsgebäuden und Wohnhaus der südlichen Erweiterung   | | Infanterie-Schießschule, bestehend aus nördlicher und südlicher Torwache, Stabshaus, nördlichem und südlichem Mannschaftsgebäude, Wirtschaftsgebäude (Speisesaal), Südgebäude (Offizierskaserne), nördlichem Saalbau, Nebengebäude, Waffenmeisterei, Wagenhaus, Reitbahn mit Stallungen, nördlichem Wachpostenhäuschen sowie zwei Mannschaftsgebäuden und Wohnhaus der südlichen Erweiterung |
| 09107168 Teilobjekt zu: 09105034 | Rosa-Luxemburg-Straße, Winkelweg, im Süden der mittleren Gebäudereihe () | Mannschaftsgebäude | | ein Bild hochladen |
| 09106529 Teilobjekt zu: 09105034 | Rosa-Luxemburg-Straße, Winkelweg, im Norden der mittleren Gebäudereihe () | Mannschaftsgebäude | | ein Bild hochladen |
| 09106530 Teilobjekt zu: 09105034 | Rosa-Luxemburg-Straße, Winkelweg, auf der Nordseite des Eingangs () | Wachhaus/Torhaus | | ein Bild hochladen |
| 09106531 Teilobjekt zu: 09105034 | Rosa-Luxemburg-Straße, Winkelweg, auf der Südseite des Eingangs () | Wachhaus/Torhaus | | ein Bild hochladen |
| 09106532 Teilobjekt zu: 09105034 | Rosa-Luxemburg-Straße, Winkelweg, südlich der Torhäuser auf der Westseite des Geländes ()                                                                                         | Stabsgebäude | | ein Bild hochladen |
| 09106533 Teilobjekt zu: 09105034 | Rosa-Luxemburg-Straße, Winkelweg, in der Eingangsachse in der Mitte des Geländes ()                                                                                               | Wirtschaftsgebäude/Saalbau | | ein Bild hochladen |
| 09106534 Teilobjekt zu: 09105034 | Rosa-Luxemburg-Straße, Winkelweg,im Südosten des Geländes (Lage) | Mannschaftsgebäude | | BW |
| 09106535 Teilobjekt zu: 09105034 | Rosa-Luxemburg-Straße, Winkelweg, im Süden der mittleren Gebäudereihe (Lage) | Mannschaftsgebäude | | BW |
| 09106490 Teilobjekt zu: 09105034 | Rosa-Luxemburg-Straße, Winkelweg, querstehend im südlichen Bereich zwischen der mittleren und der östlichen Gebäudereihe (Lage)                                                   | Kasernengebäude | | BW |
| 09106491 Teilobjekt zu: 09105034 | Rosa-Luxemburg-Straße, Winkelweg, im Nordwesten des Geländes (Lage) | Saalbau | | Saalbau |
| 09106492 Teilobjekt zu: 09105034 | Rosa-Luxemburg-Straße, Winkelweg, nördlichster Bau der mittleren Gebäudereihe (Lage)                                                                                              | Kasernengebäude | | BW |
| 09106493 Teilobjekt zu: 09105034 | Rosa-Luxemburg-Straße, Winkelweg, im Nordosten des Geländes (Lage) | Waffenmeisterei | | BW |
| 09106494 Teilobjekt zu: 09105034 | Rosa-Luxemburg-Straße, Winkelweg, in der östlichen Gebäudereihe, nördliches Gebäude (Lage)                                                                                        | Remise | | BW |
| 09106495 Teilobjekt zu: 09105034 | Rosa-Luxemburg-Straße, Winkelweg, in der östlichen Gebäudereihe, nördliches Gebäude (Lage)                                                                                        | Stall und Waffenmeisterei | | BW |
| 09106496 Teilobjekt zu: 09105034 | Rosa-Luxemburg-Straße, Winkelweg, querstehendes Gebäude im Südwesten des Geländes (Lage)                                                                                          | Wohnhaus | | BW |
| 09105809                         | (Lage) | Schießstand-Anlage, südöstlich des ehemaligen Kasernengeländes Wünsdorf | | BW |
| 09105843                         | (Lage) | Stellwerk WN, nördlich des Bahnhofs | | Stellwerk WN, nördlich des Bahnhofs |
| 09105956                         | Adlershorststraße, Mühlenweg, Schulstraße (Lage) | Straßenanlagen | | Straßenanlagen |
| 09105811                         | Adlershorststraße 8 (Lage) | Gehöft, bestehend aus Wohnhaus, Stall- und Nebengebäuden sowie Scheune | | Gehöft, bestehend aus Wohnhaus, Stall- und Nebengebäuden sowie Scheune |
| 09107051 Teilobjekt zu: 09105811 | Adlershorststraße 8 (Lage) | Wohnhaus | zweigeschossiger Fachwerkbau von 1838 mit Krüppelwalmdach und doppelt stehendem Dachstuhl | BW |
| 09107055 Teilobjekt zu: 09105811 | Adlershorststraße 8 (Lage) | Seitenflügel und Backhaus | eingeschossiger Bau um 1900 aus gelben Ziegeln | BW |
| 09107052 Teilobjekt zu: 09105811 | Adlershorststraße 8 (Lage) | Nebengebäude | Bau aus gelben Ziegeln auf der rechten Hofseite | BW |
| 09107053 Teilobjekt zu: 09105811 | Adlershorststraße 8 (Lage) | Scheune | Durchfahrtsscheune | BW |
| 09107054 Teilobjekt zu: 09105811 | Adlershorststraße 8 (Lage) | Stall | linkes Stallgebäude | BW |
| 09107186                         | Adlershorststraße 48, Klausdorfer Straße 11 (Lage) | Gehöft, bestehend aus Wohnhaus, Torhaus, Einfriedung, linkem und rechtem Wirtschaftsgebäude sowie Scheune | | BW |
| 09107187 Teilobjekt zu: 09107186 | Adlershorststraße 48 (Lage) | Wohnhaus | Fachwerkbau von 1840 | BW |
| 09107188 Teilobjekt zu: 09107186 | Adlershorststraße 48 (Lage) | Torhaus | | BW |
| 09107190 Teilobjekt zu: 09107186 | Adlershorststraße 48, Klausdorfer Straße 11 (Lage) | Stall | Der 1½-geschossige Ziegelbau begrenzt den Hof auf der Nordseite | BW |
| 09107189 Teilobjekt zu: 09107186 | Klausdorfer Straße 11 (Lage) | Stall | Der 1½-geschossige Ziegelbau begrenzt den Hof auf der Südseite | BW |
| 09107191 Teilobjekt zu: 09107186 | Klausdorfer Straße 11 (Lage) | Stall | Der eingeschossige Ziegelbau begrenzt den Hof auf der Ostseite | BW |
| 09105249                         | Ahornring 1–6, 8/9 (Lage) | Fünf Offiziershäuser der Infanterie-Schießschule | | Fünf Offiziershäuser der Infanterie-Schießschule |
| 09106694 Teilobjekt zu: 09105249 | Ahornring 2/3, 8/9 (Lage) | Wohnhaus | zwei baugleiche Mehrfamilienhäuser auf der West- und Ostseite des Platzes | BW |
| 09106695 Teilobjekt zu: 09105249 | Ahornring 1 und 4 (Lage) | Wohnhaus | zwei baugleiche Häuser auf der Ostseite des Platzes mit 2/3 durch eine Pergola verbunden | Wohnhaus |
| 09106476 Teilobjekt zu: 09105249 | Ahornring 5 und 6 (Lage) | Wohnhaus | Zwei Wohnhäuser mit Walmdach, etwas zurückgesetzt auf der Nordseite des Platzes | BW |
| 09105727                         | Am Baruther Tor (Lage) | Wasserturm | | Wasserturm |
| 09105553                         | Am Kirchplatz (Lage) | Dorfkirche | Der klassizistische Putzbau mit einer Turmhöhe von 26,66 m wurde im Jahre 1843 fertiggestellt. Der Turm enthält drei Glocken. Die Kirchhofmauer existiert seit 1858, Bestattungen fanden hier bis 1945 statt. Die Turmuhr aus dem Jahre 1911 wurde von dem k.u.k. Hoflieferanten Georg Richter aus Berlin gefertigt. | weitere Bilder |
| 09106042                         | Am Kirchplatz 4 (Lage) | Gehöft, bestehend aus Wohnhaus, rechtem und linkem Stallgebäude sowie Scheune | | Gehöft, bestehend aus Wohnhaus, rechtem und linkem Stallgebäude sowie Scheune |
| 09106043 Teilobjekt zu: 09106042 | Am Kirchplatz 4 (Lage) | Wohnhaus | | BW |
| 09106044 Teilobjekt zu: 09106042 | Am Kirchplatz 4 (Lage) | Stall | auf der rechten Seite des Hofes | BW |
| 09106045 Teilobjekt zu: 09106042 | Am Kirchplatz 4 (Lage) | Stall | auf der linken Seite des Hofes | BW |
| 09106046 Teilobjekt zu: 09106042 | Am Kirchplatz 4 (Lage) | Scheune | den Hof rückwärtig abschließend. | BW |
| 09105710                         | Am Kirchplatz 6 (Lage) | Wohnhaus | Das Wohnhaus ist eine Ruine. | Wohnhaus |
| 09105059                         | An den Birken (Lage) | Bunkeranlage Maybach II | Die Bunkeranlage ist wahrscheinlich mit Giften kontaminiert und kann zurzeit nicht besichtigt werden. | BW |
| 09105248                         | Berliner Allee (Lage) | Heeresbäckerei und Lagergebäude | | weitere Bilder |
| 09106691 Teilobjekt zu: 09105248 | Berliner Allee (Lage) | Lagerhalle | eingeschossiger Bau mit Walmdach | Lagerhalle |
| 09106693 Teilobjekt zu: 09105248 | Berliner Allee (Lage) | Fabrikgebäude | zweigeschossiger, sechzehnachsiger Bau mit Walmdach | Fabrikgebäude |
| 09106693 Teilobjekt zu: 09105248 | Berliner Allee (Lage) | Speicher | fünfgeschossiger, 22-achsiger Bau mit Satteldach | Speicher |
| 09105245                         | Cottbuser Straße (Lage) | Haus des Oberkommandierenden | Villa | Haus des Oberkommandierenden |
| 09106685 Teilobjekt zu: 09105245 | Cottbuser Straße () | Gartenlaube | | ein Bild hochladen |
| 09105035                         | Cottbuser Straße / Winkelweg (Lage) | Offizier-Speiseanstalt der Infanterie-Schießschule (so genanntes Theater) | | BW |
| 09105029                         | Hauptallee/Koschewoi-Ring (Lage) | Militär-Turnanstalt (Heeressportschule bzw. Haus der Offiziere), bestehend aus Wohnhaus des Kommandeurs, Pferdestall zum Kommandeurhaus, Turnhallengebäude, Hauptgebäude, Dioramagebäude, Beamtenwohnhaus, Badeanstalt, Offizier-Speiseanstalt (Casino), Geräteschuppen, Pumpenhaus, Freibad, Leninstatue vor dem Hauptgebäude sowie die Freianlagen einschließlich Einfriedung und Eckpergola | | weitere Bilder |
| 09106512 Teilobjekt zu: 09105029 | Hauptallee/Koschewoi-Ring () | Wohnhaus | | ein Bild hochladen |
| 09106513 Teilobjekt zu: 09105029 | Hauptallee/Koschewoi-Ring () | Pferdestall | | ein Bild hochladen |
| 09106514 Teilobjekt zu: 09105029 | Hauptallee/Koschewoi-Ring () | Turnhalle | | ein Bild hochladen |
| 09106515 Teilobjekt zu: 09105029 | Hauptallee/Koschewoi-Ring () | Kasernengebäude | | ein Bild hochladen |
| 09106019 Teilobjekt zu: 09105029 | Hauptallee/Koschewoi-Ring () | Dioramagebäude | | ein Bild hochladen |
| 09106516 Teilobjekt zu: 09105029 | Hauptallee/Koschewoi-Ring () | Wohnhaus | | ein Bild hochladen |
| 09106517 Teilobjekt zu: 09105029 | Hauptallee/Koschewoi-Ring () | Schwimmbad | | ein Bild hochladen |
| 09106029 Teilobjekt zu: 09105029 | Hauptallee/Koschewoi-Ring () | Kesselhaus und Heizraum | | ein Bild hochladen |
| 09106518 Teilobjekt zu: 09105029 | Hauptallee/Koschewoi-Ring () | Offizierskasino | | ein Bild hochladen |
| 09106519 Teilobjekt zu: 09105029 | Hauptallee/Koschewoi-Ring () | Schuppen | | ein Bild hochladen |
| 09106520 Teilobjekt zu: 09105029 | Hauptallee/Koschewoi-Ring () | Pumpenhaus | | ein Bild hochladen |
| 09107219 Teilobjekt zu: 09105029 | Hauptallee/Koschewoi-Ring () | Badeanstalt | Die Badeanstalt steht im Waldgebiet, welches sich südöstlich des älteren Komplexes (Hauptgebäude) befindet. | ein Bild hochladen |
| 09107220 Teilobjekt zu: 09105029 | Hauptallee/Koschewoi-Ring () | Schwimmbecken | | ein Bild hochladen |
| 09107221 Teilobjekt zu: 09105029 | Hauptallee/Koschewoi-Ring () | Maschinenhaus | | ein Bild hochladen |
| 09107222 Teilobjekt zu: 09105029 | Hauptallee/Koschewoi-Ring () | Umkleidegebäude | | ein Bild hochladen |
| 09106521 Teilobjekt zu: 09105029 | Hauptallee/Koschewoi-Ring () | Denkmal | Das Denkmal zeigt Wladimir Iljitsch Lenin, geschaffen von dem Bildhauer Wladimir Michailowitsch. | ein Bild hochladen |
| 09106522 Teilobjekt zu: 09105029 | Hauptallee/Koschewoi-Ring () | Grünanlage und Sportanlage | | ein Bild hochladen |
| 09105250                         | Hauptallee (Lage) | Panzertruppenschule | | weitere Bilder |
| 09106696 Teilobjekt zu: 09105250 | Hauptallee (Lage) | Seitenflügel | | Seitenflügel |
| 09105032                         | Parkring, Winkelweg, Ahornring 7 (Lage) | Garnisonslazarett der Infanterie-Schießschule mit Isolierstation | | weitere Bilder |
| 09106526 Teilobjekt zu: 09105032 | Parkring, Winkelweg (Lage) | Lazarettgebäude | querstehender Kopfbau von 1911–1913 von Erich Richter | Lazarettgebäude |
| 09106527 Teilobjekt zu: 09105032 | Parkring (Lage) | Lazarettgebäude | an den Kopfbau anschließender erster Erweiterungsbau von 1953/60 | Lazarettgebäude |
| 09106528 Teilobjekt zu: 09105032 | Parkring (Lage) | Lazarettgebäude | Erweiterungsbau von 1988 | Lazarettgebäude |
| 09106285 Teilobjekt zu: 09105032 | Ahornring 7 (Lage) | Lazarettgebäude | Erweiterungsbau von 1988 | BW |
| 09107234                         | Moscheestraße 5 (Lage) | Wohnhaus | Das Wohnhaus wurde 1936 erbaut. Es ist ein zweigeschossiges Haus mit sieben Achsen. Der Eingang befindet sich in der mittleren Achse. Das Dach ist ein Walmdach. | BW |
| 09105247                         | Schulstraße 15 (Lage) | Alte Dorfschule | | BW |
| 09105835                         | Seestraße 19 (Lage) | Wohnhaus „Ferienhaus Aschoff“ mit Gartenpavillon | Architekt Albert Gessner | weitere Bilder |
| 09105246                         | Wünsdorfer Platz 3–9, 11, 13, Gutstedter Straße 13, 15, 17, 19 (ungerade) (Lage)                                                                                                  | Kaserne des Panzer-Regiments Nr. 5 | | BW |
| 09105033                         | Zeppelinstraße (Lage) | Bunkeranlage Maybach I | | BW |

### Zesch am See
| ID-Nr.                           | Lage                                      | Bezeichnung                                                  | Beschreibung                                                                                       | Bild                      |
| -------------------------------- | ----------------------------------------- | ------------------------------------------------------------ | -------------------------------------------------------------------------------------------------- | ------------------------- |
| 09105700                         | Dorfplatz 13 (Lage)                       | Wohnhaus mit Stallgebäude                                    | Das Haus mit dem Stall entstand Ende des 18. oder Anfang des 19. Jahrhunderts.                     | Wohnhaus mit Stallgebäude |
| 09106892 Teilobjekt zu: 09105700 | Dorfplatz 13 ()                           | Wohnhaus                                                     | Das Wohnhaus befindet sich auf der rechten Hofseite.                                               | ein Bild hochladen        |
| 09106893 Teilobjekt zu: 09105700 | Dorfplatz 13 ()                           | Stall                                                        | Laut einer Inschrift wurde der Stall im Jahre 1917 erbaut. Er findet sich auf der linken Hofseite. | ein Bild hochladen        |
| 09105816                         | Am Dorfplatz 11 / Unter den Eichen (Lage) | Försterei mit Hauptgebäude, Stallgebäude, Scheune und Keller | | weitere Bilder            |
| 09107057 Teilobjekt zu: 09105816 | Am Dorfplatz 11 / Unter den Eichen ()     | Forsthaus                                                    | | ein Bild hochladen        |
| 09107058 Teilobjekt zu: 09105816 | Am Dorfplatz 11 / Unter den Eichen ()     | Stall                                                        | Der Stall steht im rechten Winkel zum Forsthaus                                                    | ein Bild hochladen        |
| 09107059 Teilobjekt zu: 09105816 | Am Dorfplatz 11 / Unter den Eichen ()     | Scheune                                                      | Die Scheune befindet sich nördlich des Forsthauses an der Straße Unter den Linden.                 | ein Bild hochladen        |
| 09107060 Teilobjekt zu: 09105816 | Am Dorfplatz 11 / Unter den Eichen ()     | Eiskeller / Wildkeller                                       | Der Eiskeller befindet sich zwischen Forsthaus und Scheune.                                        | ein Bild hochladen        |

### Zossen
| ID-Nr.                           | Lage                              | Bezeichnung                                                                                                | Beschreibung | Bild                                                                                              |
| -------------------------------- | --------------------------------- | --- | --- | ------------------------------------------------------------------------------------------------- |
| 09105556                         | (Lage)                            | Historischer Markt- und Kirchplatz                                                                         | | Historischer Markt- und Kirchplatz                                                                |
| 09105557 Wikidata                | (Lage)                            | Dreifaltigkeitskirche                                                                                      | Die evangelische Stadtpfarrkirche wurde von 1734 bis 1739 nach Plänen des Bauinspektors Christoph Gottlieb Hedemann erbaut. Es ist eine Quersaalkirche, der Turm ist an einer Längsachse angesetzt. Die Ausstattung im Inneren stammt aus der Bauzeit.      | weitere Bilder                                                                                    |
| 09105559                         | (Lage)                            | Stadtpark                                                                                                  | | Stadtpark                                                                                         |
| 09105916                         | (Lage)                            | Gedenkstein der Vereinigung der Verfolgten des Naziregimes (VVN), im Stadtpark                             | Der Gedenkstein wurde auf den Zossener Friedhof umgesetzt. | Gedenkstein der Vereinigung der Verfolgten des Naziregimes (VVN), im Stadtpark                    |
| 09105560                         | (Lage)                            | Skulptur „Bäuerinnen“, im Stadtpark                                                                        | | weitere Bilder                                                                                    |
| 09105720 Wikidata                | Am Bahnhof (Lage)                 | Wasserturm und drei Wasserkräne, auf dem Bahnhofsgelände                                                   | | weitere Bilder                                                                                    |
| 09106932 Teilobjekt zu: 09105720 | Am Bahnhof ()                     | Wasserkran                                                                                                 | Der Wasserkran befindet sich westlich des Empfangsgebäudes der Berlin-Dresdener Eisenbahn. | ein Bild hochladen                                                                                |
| 09106933 Teilobjekt zu: 09105720 | Am Bahnhof ()                     | Wasserkran                                                                                                 | Der Wasserkran befindet sich westlich des Empfangsgebäudes der Berlin-Dresdener Eisenbahn. | ein Bild hochladen                                                                                |
| 09106934 Teilobjekt zu: 09105720 | Am Bahnhof ()                     | Wasserkran                                                                                                 | Der Wasserkran befindet sich südöstlich vom Militärbahnhof. | ein Bild hochladen                                                                                |
| 09105252                         | Am Kietz (Lage)                   | Denkmal für die Gefallenen des Deutsch-Französischen Kriegs                                                | | Denkmal für die Gefallenen des Deutsch-Französischen Kriegs                                       |
| 09105567                         | Am Kietz (Lage)                   | Sowjetisches Ehrenmal                                                                                      | | Sowjetisches Ehrenmal                                                                             |
| 09105966                         | Bahnhofstraße 18/Breite (Lage)    | Pädagogium, bestehend aus Schulgebäude, Internatsgebäude (Villa Steffeck) und Nebengebäude                 | | Pädagogium, bestehend aus Schulgebäude, Internatsgebäude (Villa Steffeck) und Nebengebäude        |
| 09107160 Teilobjekt zu: 09105966 | Bahnhofstraße 18/Breite (Lage)    | Internatsgebäude                                                                                           | | Internatsgebäude                                                                                  |
| 09107161 Teilobjekt zu: 09105966 | Bahnhofstraße 18/Breite (Lage)    | Nebengebäude                                                                                               | Das Nebengebäude liegt gegenüber der Nordwestseite des Internatsgebäudes. | Nebengebäude                                                                                      |
| 09105070                         | Bahnhofstraße 36 (Lage)           | Villa | | weitere Bilder                                                                                    |
| 09105069                         | Bahnhofstraße 41 (Lage)           | Wohnhaus (ehemaliges Verwaltungsgebäude) und Brauerei-Lagergebäude mit Schornstein                         | | Wohnhaus (ehemaliges Verwaltungsgebäude) und Brauerei-Lagergebäude mit Schornstein                |
| 09106557 Teilobjekt zu: 09105069 | Bahnhofstraße 41a (Lage)          | Wohnhaus (ehemaliges Verwaltungsgebäude)                                                                   | | Wohnhaus (ehemaliges Verwaltungsgebäude)                                                          |
| 09106558 Teilobjekt zu: 09105069 | Bahnhofstraße 41 (Lage)           | Brauerei-Lagergebäude mit Schornstein                                                                      | | Brauerei-Lagergebäude mit Schornstein                                                             |
| 09105564                         | Bahnhofstraße 56 (Lage)           | Wohnhaus                                                                                                   | | Wohnhaus                                                                                          |
| 09105038                         | Bahnhofstraße 57 (Lage)           | Wohnhaus                                                                                                   | | Wohnhaus                                                                                          |
| 09105576                         | Baruther Straße 12 (Lage)         | Mietwohn- und Geschäftshaus                                                                                | | Mietwohn- und Geschäftshaus                                                                       |
| 09106453                         | Berliner Straße 1 (Lage)          | Wohnhaus                                                                                                   | | Wohnhaus                                                                                          |
| 09105699                         | Berliner Straße 9 (Lage)          | Stallgebäude mit Oberlaube                                                                                 | | Stallgebäude mit Oberlaube                                                                        |
| 09105254                         | Fischerstraße 11 (Lage)           | Wohnhaus                                                                                                   | | Wohnhaus                                                                                          |
| 09106379                         | Friedhofsweg (Lage)               | Erbbegräbnis der Familie Eichhorn                                                                          | | Erbbegräbnis der Familie Eichhorn                                                                 |
| 09105719                         | Gerichtstraße (Lage)              | Wasserturm                                                                                                 | Der Wasserturm wurde 1899 von David Grove erbaut. Auf dem aus Ziegel erbauten Turmschaft befindet sich ein weiß gestrichener Behälter. Das Fassungsvermögen des Behälters beträgt 203 m³. In Betrieb war der Wasserturm bis 1994.                           | weitere Bilder                                                                                    |
| 09105736                         | Gerichtstraße 10 (Lage)           | Amtsgericht                                                                                                | | Amtsgericht                                                                                       |
| 09105568                         | Gerichtstraße 39 (Lage)           | Skulptur „Vogelzug“                                                                                        | Die Plastik befindet sich vor der Goetheschule. | Skulptur „Vogelzug“                                                                               |
| 09107238                         | Kirchplatz 1, An der Wache (Lage) | Schule | | Schule                                                                                            |
| 09105812                         | Kirchplatz 7 (Lage)               | Wohnhaus                                                                                                   | Es ist ein zweigeschossiges Haus mit sieben Achsen und einem Krüppelwalmdach. Der Seitenflügel trägt ein Satteldach. Hier befindet sich das Schulmuseum. | Wohnhaus                                                                                          |
| 09107056 Teilobjekt zu: 09105812 | Kirchplatz 7 (Lage)               | Seitenflügel                                                                                               | Es ist der rechte Seitenflügel des Hauses. | Seitenflügel                                                                                      |
| 09106301                         | Kirchplatz 11 (Lage)              | Wohnhaus                                                                                                   | | Wohnhaus                                                                                          |
| 09105558                         | Kirchstraße (Lage)                | Schlossanlage mit Hauptgebäude, Torhaus, Rondell, Wallanlage, Gewölbegang, Pferdestall und Remise          | Das ehemalige Schloss wurde im 13. Jahrhundert als Wasserburg angelegt. Im Jahr 1641 wurde die Burg durch die Schweden zerstört. Die Bastion ist ein Backsteinbau aus dem 16. Jahrhundert und als einziges Teil der ursprünglichen Burg erhalten geblieben. | Schlossanlage mit Hauptgebäude, Torhaus, Rondell, Wallanlage, Gewölbegang, Pferdestall und Remise |
| 09106328 Teilobjekt zu: 09105558 | Kirchstraße (Lage)                | Herrenhaus & Schloss                                                                                       | Das Schloss („Haus Zossen“) ist ein zweigeschossiger Putzbau mit kurzen Seitenflügeln über H-förmigem Grundriss. Im Kern um 1600. Erhalten großzügige tonnengewölbte Kelleranlage und einzelne gratgewölbte Erdgeschossräume. Umbauten ca. 1824 sowie 1920. | Herrenhaus & Schloss                                                                              |
| 09106760 Teilobjekt zu: 09105558 | Kirchstraße 3 (Lage)              | Torhaus | Das Torhaus liegt südlich des Stalls der seinerseits südlich des ehemaligen Schlosses liegt (vgl. dazu auch den Eintrag zu 'Stall'). | Torhaus                                                                                           |
| 09106761 Teilobjekt zu: 09105558 | Kirchstraße (Lage)                | Bastion | | Bastion                                                                                           |
| 09106329 Teilobjekt zu: 09105558 | Kirchstraße ()                    | Wallanlage & Wehrgang & Gang                                                                               | | ein Bild hochladen                                                                                |
| 09106331 Teilobjekt zu: 09105558 | Kirchstraße 3 (Lage)              | Stall | Der Stall liegt südlich des ehemaligen Schlosses. | Stall                                                                                             |
| 09106332 Teilobjekt zu: 09105558 | Kirchstraße 3 (Lage)              | Remise | Die Remise begrenzt den Hof auf der nordwestlichen Seite. Es ist ein zweigeschossiges Gebäude mit einem Satteldach. | Remise                                                                                            |
| 09105972                         | Marktplatz 5 (Lage)               | Postamt | | Postamt                                                                                           |
| 09106273                         | Marktplatz 6 (Lage)               | Altes Amtsgericht mit Gefängnisgebäude.                                                                    | | Altes Amtsgericht mit Gefängnisgebäude.                                                           |
| 09106274 Teilobjekt zu: 09106273 | Marktplatz 6 (Lage)               | Gefängnisgebäude                                                                                           | Das Gebäude befindet sich hinter dem Gerichtsgebäude im Hinterhof. | Gefängnisgebäude                                                                                  |
| 09106221                         | Marktplatz 12 (Lage)              | Wohnhaus                                                                                                   | | Wohnhaus                                                                                          |
| 09106200                         | Stubenrauchstraße 70 (Lage)       | Druckerei mit Wohn- und Bürogebäude sowie Setzerei und Druckereihalle                                      | | Druckerei mit Wohn- und Bürogebäude sowie Setzerei und Druckereihalle                             |
| 09106201 Teilobjekt zu: 09106200 | Stubenrauchstraße 70 (Lage)       | Wohnhaus & Bürogebäude                                                                                     | | Wohnhaus & Bürogebäude                                                                            |
| 09106202 Teilobjekt zu: 09106200 | Stubenrauchstraße 70 (Lage)       | Druckerei                                                                                                  | Die Setzerei und Druckereihalle liegt hinter dem Wohn- & Bürogebäude und begrenzt das Areal in westlicher Richtung. | Druckerei                                                                                         |
| 09105257                         | Töpchiner Weg (Lage)              | Scheunenviertel, bestehend aus 16 Scheunen                                                                 | | Scheunenviertel, bestehend aus 16 Scheunen                                                        |
| 09105561                         | Wasserstraße 5 (Lage)             | Kalkschachtöfen                                                                                            | | Kalkschachtöfen                                                                                   |
| 09105712                         | Weinberge (Lage)                  | Straßenzug Weinberge                                                                                       | | Straßenzug Weinberge                                                                              |
| 09105566                         | Weinberge 15 (Lage)               | Alter Krug                                                                                                 | Das Haus ist aus Fachwerk und wurde um 1750 errichtet. Heute beinhaltet das Haus ein Museum. | Alter Krug                                                                                        |
| 09106237                         | Weinberge 56 (Lage)               | Wohnhaus                                                                                                   | | Wohnhaus                                                                                          |
| 09106361                         | Weinberge 57 (Lage)               | Kreiskrankenhaus, bestehend aus Hauptgebäude, Nebengebäude, Leichenhalle, neuem Bettenhaus und Einfriedung | | weitere Bilder                                                                                    |
| 09106362 Teilobjekt zu: 09106361 | Weinberge 57 (Lage)               | Krankenhausgebäude                                                                                         | | Krankenhausgebäude                                                                                |
| 09106363 Teilobjekt zu: 09106361 | Weinberge 57 (Lage)               | Leichenhalle                                                                                               | | Leichenhalle                                                                                      |
| 09106364 Teilobjekt zu: 09106361 | Weinberge 57 (Lage)               | Nebengebäude                                                                                               | | Nebengebäude                                                                                      |